# Organização para Cooperação de Xangai

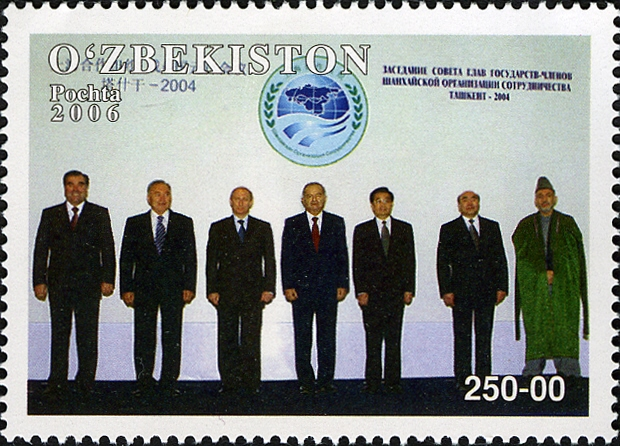
Selo uzbeque de 2006 mostrando a foto dos presidentes do bloco no encontro da organização realizado em Tashkent, em 2004

A Organização para Cooperação de Xangai (OCX; chinês tradicional: 上海合作組織, chinês simplificado: 上海合作组织, pinyin: Shànghǎi Hézuò Zǔzhī; em russo: Шанхайская организация сотрудничества — ШОС —; romaniz.: Shankhayskaya organizatsiya sotrudnichestva) é uma organização política, econômica e militar da Eurásia, que foi fundada em 2001 em Xangai pelos líderes da China, Cazaquistão, Quirguistão, Rússia, Tajiquistão e Uzbequistão. Estes países, à exceção de Uzbequistão, tinham sido membros dos Cinco de Xangai, fundada em 1996; após a inclusão do Uzbequistão em 2001, os membros rebatizaram a organização. Em 9 de junho de 2017, a Índia e o Paquistão tornaram-se membros plenos. Em 2023 o Irã fez o mesmo.
Sua finalidade principal é a cooperação para a segurança ‒ em especial, quanto a terrorismo, separatismo e extremismo ‒, embora também trate de temas de cooperação econômica e cultural.
A organização tem sido criticada internacionalmente pelo teor antiocidental de suas posições, já tendo discutido em suas reuniões a formação de uma organização antagônica à OTAN, a substituição do dólar como moeda cambial, a formação de um cartel de gás natural e o incentivo ao armamento nuclear de seus membros.

## Origens
O agrupamento "Cinco de Xangai" foi criado em 26 de abril de 1996 com a assinatura do Tratado de Aprofundamento da Confiança Militar nas regiões de fronteira em Xangai pelos chefes de Estado do Cazaquistão, China, Quirguistão, Rússia e Tajiquistão. Em 24 de Abril de 1997, os mesmos países assinaram o Tratado de Redução das Forças Militares em regiões de fronteira em uma reunião em Moscou. Cimeiras anuais subsequentes do grupo ocorreram em Almati (Cazaquistão), em 1998, em Bisqueque (Quirguistão) em 1999, e em Duxambé (Tajiquistão) em 2000. Na cúpula Duxambé, os membros concordaram em "se opor à intervenção na política interna de outros países sobre os pretextos de "humanitarismo", "proteger os direitos humanos" e "apoiar os esforços um do outro na salvaguarda dos cinco países na independência nacional, soberania, integridade territorial e estabilidade social". Em 2001, a cimeira anual retornou a Xangai. Lá, os cinco países membros admitiram pela primeira vez o Uzbequistão no mecanismo dos Cinco de Xangai (transformando-o assim nos Seis de Xangai). Em seguida, todos os seis chefes de Estado assinaram, em 15 de junho de 2001, a Declaração de Organização de Cooperação de Xangai, elogiando o papel desempenhado até agora pelo mecanismo dos Cinco de Xangai e com o objetivo de transformá-lo em um nível mais elevado de cooperação. Em 16 de julho de 2001, a Rússia e a China, dois países líderes da organização, assinaram o Tratado de Boa Vizinhança e Cooperação Amigável.
Em junho de 2002, os chefes dos estados membros da OCX reuniram-se em São Petersburgo, Rússia. Lá, eles assinaram a Carta OCX, que expôs os propósitos, princípios, estruturas, forma de operação e organização e estabeleceu-o em lema da organização.
Seus seis membros plenos são responsáveis por 60% da massa de terra da Eurásia e sua população é de um quarto do mundo. Com os Estados Observadores incluídos, suas afiliadas respondem por cerca de metade da população do mundo.
Em julho de 2005, na sua quinta cimeira, em Astana, Cazaquistão, com representantes da Índia, Irã, Mongólia e Paquistão, que participaram de uma cúpula da OCX pela primeira vez, o presidente do país anfitrião, Nursultan Nazarbayev, cumprimentou os convidados em palavras que nunca antes tinham sido usadas em qualquer contexto: "os líderes dos estados sentados à esta mesa de negociações são representantes de metade da humanidade". Em 2007, a OCX tinha iniciado mais de vinte projetos de grande escala relacionados ao transporte, energia e telecomunicações, e desde então realiza reuniões regulares de segurança, militar, defesa, negócios estrangeiros, económica, cultural, serviços bancários e outros funcionários de seus Estados membros.
A OCX estabeleceu relações com as Nações Unidas, onde é um observador na Assembleia Geral, a União Europeia, Associação das Nações do Sudeste Asiático (ASEAN), a Comunidade de Estados Independentes e da Organização para a Cooperação Islâmica.
Em 17 de setembro de 2021, o Irã foi aceito como membro permanente da organização.